# Jørgen Kristensen
Jørgen Kristensen (Køge, 12 dicembre 1946) è un ex calciatore danese, di ruolo attaccante.

## Carriera

### Calciatore

#### Club
Kristensen inizia la carriera nel Køge BK, società militante nella massima serie danese, con cui retrocede in cadetteria al termine della stagione 1967.
Nel 1968 si trasferisce in America, ingaggiato dagli statunitensi del Detroit Cougars, per disputare la prima edizione della North American Soccer League. Con i Cougars chiude il torneo al quarto e ultimo posto della Lakes Division.
Terminata l'esperienza americana torna in Europa per giocare con gli olandesi dello Sparta Rotterdam, con cui nelle quattro stagioni di militanza ottiene come miglior piazzamento il quarto posto nell'Eredivisie 1971-1972 e raggiunge la finale della KNVB beker 1970-1971, persa contro l'Ajax.
Nel 1972 passa all'altra squadra di Rotterdam, il Feyenoord, con cui nel campionato d'esordio ottiene il secondo posto finale. Vince poi il campionato 1973-1974 e a quel successo seguiranno altri due secondi posti. 
Con il club di Rotterdam vince inoltre anche la Coppa UEFA 1973-1974, giocando da titolare entrambe le finali contro gli inglesi del Tottenham.
Chiusa l'esperienza olandese, dopo un fugace ritorno al Køge BK, passa ai tedeschi dell'Hertha Berlino, con cui ottiene il decimo posto nella Fußball-Bundesliga 1976-1977 e raggiunge la finale della DFB-Pokal 1976-1977, giocando la gara di ripetizione, persa contro il Colonia. La stagione seguente chiude invece il campionato al terzo posto finale.
Lasciato il club di Berlino torna in patria, per giocare nel Næstved, con cui ottiene il tredicesimo posto nella 1. division 1978, ottenendo la permanenza di serie.
Nel 1978 torna a giocare nella North American Soccer League con i Chicago Sting, con cui nella stagione d'esordio raggiunge gli ottavi di finale del torneo. Nel 1979 raggiunge invece con la sua squadra i quarti di finale.
Nel corso della NASL 1980 passa ai Tulsa Roughnecks, con cui raggiunge gli ottavi di finale del torneo.
Nella stagione 1981 milita con i canadesi del Calgary Boomers, con cui raggiunge gli ottavi di finale del torneo.
Terminata l'esperienza con i Boomers, lascia il calcio a 11 per dedicarsi a quello indoor.

#### Nazionale
Kristensen ha giocato 19 incontri con la nazionale danese tra il 1971 e 1978. Con la sua nazionale si aggiudica la Nordisk Mesterskap 1978-1980.

## Statistiche

### Cronologia presenze e reti in nazionale
| Cronologia completa delle presenze e delle reti in nazionale ― Danimarca | Cronologia completa delle presenze e delle reti in nazionale ― Danimarca | Cronologia completa delle presenze e delle reti in nazionale ― Danimarca | Cronologia completa delle presenze e delle reti in nazionale ― Danimarca | Cronologia completa delle presenze e delle reti in nazionale ― Danimarca | Cronologia completa delle presenze e delle reti in nazionale ― Danimarca | Cronologia completa delle presenze e delle reti in nazionale ― Danimarca | Cronologia completa delle presenze e delle reti in nazionale ― Danimarca |
| Data                                                                     | Città                                                                    | In casa                                                                  | Risultato                                                                | Ospiti                                                                   | Competizione                                                             | Reti                                                                     | Note                                                                     |
| ------------------------------------------------------------------------ | ------------------------------------------------------------------------ | ------------------------------------------------------------------------ | ------------------------------------------------------------------------ | ------------------------------------------------------------------------ | ------------------------------------------------------------------------ | ------------------------------------------------------------------------ | ------------------------------------------------------------------------ |
| 9-6-1971                                                                 | Copenaghen                                                               | Danimarca                                                                | 1 – 0                                                                    | Scozia                                                                   | Qual. Euro 1972                                                          | -                                                                        |                                                                          |
| 20-6-1971                                                                | Copenaghen                                                               | Danimarca                                                                | 1 – 3                                                                    | Svezia                                                                   | Campionato nordico di calcio 1968-1971                                   | -                                                                        |                                                                          |
| 30-6-1971                                                                | Copenaghen                                                               | Danimarca                                                                | 1 – 3                                                                    | Germania                                                                 | Amichevole                                                               | -                                                                        |                                                                          |
| 7-6-1972                                                                 | Copenaghen                                                               | Danimarca                                                                | 3 – 0                                                                    | Finlandia                                                                | Campionato nordico di calcio 1972-1977                                   | 2                                                                        |                                                                          |
| 29-6-1972                                                                | Malmö                                                                    | Svezia                                                                   | 2 – 0                                                                    | Danimarca                                                                | Campionato nordico di calcio 1972-1977                                   | -                                                                        |                                                                          |
| 15-11-1972                                                               | Glasgow                                                                  | Scozia                                                                   | 2 – 0                                                                    | Danimarca                                                                | Qual. Mondiali 1974                                                      | -                                                                        | 75’                                                                      |
| 25-8-1976                                                                | Vejle                                                                    | Danimarca                                                                | 3 – 0                                                                    | Norvegia                                                                 | Campionato nordico di calcio 1972-1977                                   | -                                                                        |                                                                          |
| 1-9-1976                                                                 | Copenaghen                                                               | Danimarca                                                                | 1 – 1                                                                    | Francia                                                                  | Amichevole                                                               | -                                                                        |                                                                          |
| 22-9-1976                                                                | Copenaghen                                                               | Danimarca                                                                | 0 – 1                                                                    | Italia                                                                   | Amichevole                                                               | -                                                                        | 46’                                                                      |
| 27-10-1976                                                               | Copenaghen                                                               | Danimarca                                                                | 5 – 0                                                                    | Cipro                                                                    | Qual. Mondiali 1978                                                      | 1                                                                        |                                                                          |
| 17-11-1976                                                               | Lisbona                                                                  | Portogallo                                                               | 1 – 0                                                                    | Danimarca                                                                | Qual. Mondiali 1978                                                      | -                                                                        |                                                                          |
| 21-9-1977                                                                | Chorzów                                                                  | Polonia                                                                  | 4 – 1                                                                    | Danimarca                                                                | Qual. Mondiali 1978                                                      | -                                                                        |                                                                          |
| 5-10-1977                                                                | Malmö                                                                    | Svezia                                                                   | 1 – 0                                                                    | Danimarca                                                                | Amichevole                                                               | -                                                                        |                                                                          |
| 9-10-1977                                                                | Copenaghen                                                               | Danimarca                                                                | 2 – 4                                                                    | Portogallo                                                               | Qual. Mondiali 1978                                                      | -                                                                        |                                                                          |
| 24-5-1978                                                                | Copenaghen                                                               | Danimarca                                                                | 3 – 3                                                                    | Irlanda                                                                  | Qual. Euro 1980                                                          | -                                                                        |                                                                          |
| 16-8-1978                                                                | Copenaghen                                                               | Danimarca                                                                | 2 – 1                                                                    | Svezia                                                                   | Campionato nordico di calcio 1978-1980                                   | -                                                                        |                                                                          |
| 20-9-1978                                                                | Copenaghen                                                               | Danimarca                                                                | 3 – 4                                                                    | Inghilterra                                                              | Qual. Euro 1980                                                          | -                                                                        |                                                                          |
| 11-10-1978                                                               | Copenaghen                                                               | Danimarca                                                                | 2 – 2                                                                    | Bulgaria                                                                 | Qual. Euro 1980                                                          | -                                                                        |                                                                          |
| 25-10-1978                                                               | Belfast                                                                  | Irlanda del Nord                                                         | 2 – 1                                                                    | Danimarca                                                                | Qual. Euro 1980                                                          | -                                                                        |                                                                          |
| Totale                                                                   |                                                                          | Presenze                                                                 | 19                                                                       |                                                                          | Reti                                                                     | 3                                                                        |                                                                          |

## Palmarès

### Club

#### Competizioni nazionali
- Campionato olandese: 1

Feyenoord: 1973-1974

#### Competizioni internazionali
- Coppa UEFA: 1

Feyenoord: 1973-1974

### Nazionale
- Campionato nordico di calcio: 1

1978-1980